# 信都芳
信都 芳（しんと ほう、生没年不詳）は、中国の南北朝時代の算術家・暦法家・工学者。字は玉琳。本貫は河間郡。

## 経歴
若くして算術に明るく、州里に知られるところとなった。寝食を忘れて研究に打ち込み、集中すると雷の音も聞こえないほどであった。北魏の安豊王元延明に召されてその賓館に入った。江南出身の算暦家で祖暅という者が元延明の家にいたが、目をかけられていなかったため、芳は元延明に意見して礼遇するよう勧めた。祖暅が南朝梁に帰国するにあたって、芳は算暦の諸法を教授された。芳は元延明の家に所蔵されていた書物を渉猟し、五経の中の算法の記述を抜粋して『五経宗』を作った。また古今の音楽のことを『楽書』にまとめた。さらに渾天儀・欹器・地動儀・銅烏・漏刻・候風儀といった器械の仕組みを解説し、図画と合わせて『器準』に著した。元延明が江南に亡命すると、芳は北魏に残って、自著に注をつけた。後に并州楽平郡の東山に隠居した。楽平郡太守の慕容保楽が芳を召し出したため、芳はやむなく彼と面会した。慕容保楽の弟の慕容紹宗が高歓に推薦したため、芳は高歓の館の客となり、中外府田曹参軍に任じられた。丞相倉曹の祖珽が伝承の途絶えた律管による灰吹法を復活させるよう芳に求めると、芳は十数日で河内郡に自生する葦の薄膜の灰を使用する方法が優れていることを発見した。しかしこの発見は当時重視されず、この方法はまた途絶えた。このほか芳は『遁甲経』・『四術周髀宗』などを著した。李業興が戊子暦を編み、趙𢾺・何承天・祖沖之の三家の暦より優れていると自賛していたため、芳は戊子暦の5つの欠点を指摘して非難した。芳はまた暦書を私撰すべく、これを『霊憲暦』と名づけ、何承天の元嘉暦より精緻な暦を目指したが、この書が完成しないうちに死去した。

## 伝記資料
- 『北斉書』巻49 列伝第41
- 『北史』巻89 列伝第77